# Герб Горного улуса
Герб муниципального образования «Го́рный улу́с (райо́н)» Республики Саха (Якутия) Российской Федерации.
Герб утверждён решением Улусного Собрания депутатов муниципального образования «Горный улус (район)» № 312 от 29 ноября 2005 года.
Герб внесён в Государственный геральдический регистр Российской Федерации под регистрационным номером № 2076.

## Описание герба
«В золотом поле пурпурный стоящий лось с серебряными ноздрями, глазами и полосами на боку. Во главе семь лазоревых дугообразно расположенных якутских алмазов (фигуры в виде поставленных на угол квадратов, каждый из которых расторгнут на шесть частей: накрест и наподобие двух сходящихся по сторонам стропил)».

## Описание символики герба
Центральной фигурой герба является изображение лося с наскальных рисунков периода позднего Неолита на берегу реки Сиинэ. В настоящее время фауна Горного улуса, на территории которого расположен национальный природный парк «Аан айылгы Сиинэ», представлена большой популяцией лося.
Алмазы в особой стилизации, аналогичной их стилизации в Государственном гербе Республики Саха (Якутия), обозначают административно-территориальную принадлежность муниципального образования к Республике Саха (Якутия).
Авторы герба: Осипов Афанасий Николаевич (г. Якутск), Васильев Петр Иннокентьевич (с. Бердигестях), компьютерный дизайн: Матвеев Артур Матвеевич (г. Якутск).